# Bogusław VII de Poméranie
Pour les articles homonymes, voir Bogusław.
Boguslaw VII de Poméranie (en polonais Bogusław VII, en allemand Bogislaw VII.) est né vers 1355 et il est mort en 1404. Il est duc de Poméranie (Duché de Szczecin).

## Biographie
Boguslaw VII est le fils cadet de Barnim III le Grand et d’Agnès, la fille du duc Henri II de Brunswick-Grubenhagen. Il est le frère de Casimir III et de Swietobor Ier.
Au cours de la seconde moitié du XIVe siècle, la Poméranie se décompose. Les villes hanséatiques mènent leur propre politique, entrent en conflit avec le Danemark, sans que les ducs poméraniens ne puissent intervenir efficacement dans les évènements. Après les décès de Barnim IV (le duc de Wolgast et de Rügen) en 1365 et de Barnim IIII le Grand (le duc de Szczecin) en 1368, la Poméranie est divisée entre les héritiers et s’affaiblit. 
Les jeunes ducs de Szczecin doivent immédiatement faire face à des attaques du margrave de Brandebourg dans le Neumark et dans l’Uckermark. Un cessez-le-feu intervient en 1369. À la suite de l’intervention de Valdemar IV de Danemark, ils sont contraints d’abandonner l’Uckermark dans un traité de paix signé avec le Brandebourg le 20 juillet 1371.
Avec la reprise des combats dans le Neumark et dans l’Uckermark, les ducs de Szczecin s’allient avec le Mecklembourg le 3 mars 1372. Après la mort de leur frère ainé Casimir III, Swietobor et Boguslaw assument le pouvoir. Alors que Charles IV entre en guerre contre le Brandebourg, Swietobor Ier et Boguslaw VII se réconcilient le 29 octobre 1372 avec leurs cousins de Wolgast, les ducs Bogusław VI et Warcisław VI. En novembre 1372, un nouveau traité de paix qui laisse l’Uckermark à la Poméranie est conclu avec le Brandebourg. Bogusław V rejoint également l’alliance des ducs de Poméranie le 10 mai 1373. Cette alliance a pour but de défendre l’intégrité de la Poméranie, avec l’appui de Charles IV. 
Le 17 mai 1374, à l’initiative de Charles IV, le Mecklembourg et les ducs de Szczecin signent un traité de paix à Prenzlau. 
Le 16 février 1376, les ducs de Szczecin et les ducs de Wolgast signent un nouvel accord de protection mutuelle face au danger nordique. À la suite du décès de Valdemar IV de Danemark, les ducs poméraniens soutiennent sa fille Marguerite Ire de Danemark et son petit-fils Oluf III de Danemark.
Le 10 août 1377, l’empereur Charles IV, Swietobor Ier de Poméranie, Warcisław VII de Poméranie et l’évêque Sigismond de Kamień Pomorski signent un traité de paix pour une durée de 10 ans. La mort de Charles IV en 1378 marque le début d’une période anarchique dans la Marche qui déstabilise également les régions voisines. Le pays est ravagé à la suite des guerres que se livrent les nobles entre eux. Dans le Neumark, Swietobor et Boguslaw VII doivent faire face à la révolte des seigneurs de Wedel qui mettent la région à feu et à sang. Ils n’arrivent pas à reprendre le contrôle de la situation. Par contre les villes qui jouissent d’une grande autonomie se protègent les unes les autres des pillards. 
À la suite de l’Union de Krewo entre la Pologne et la Lituanie en 1385, l’Ordre Teutonique cherche des alliés à l’ouest. En 1386, les Teutoniques signent avec Warcisław VII et Bogusław VIII une alliance militaire dirigée contre la Pologne. Deux ans plus tard, les Teutoniques s’allient également avec Swietobor Ier et Bogusław VII qui s’engagent à mettre des moyens militaires au service de l’Ordre pendant 10 ans contre le paiement d’une somme considérable. La même année, les seigneurs de Wedel se mettent également au service des Teutoniques. 
Très vite ces accords sont devenus caducs, notamment à la suite de l’enlèvement de Guillaume VII de Juliers qui allait rejoindre les Teutoniques. Détenu à Złocieniec, ce n’est qu’après de longues négociations entre l’Ordre et les ducs poméraniens qu’il a été libéré. Les ducs poméraniens ont également le sentiment d’être mal considéré par l’Ordre. Le roi de Pologne Ladislas II Jagellon en profite pour se rapprocher des ducs poméraniens. Il noue des relations commerciales avec la Poméranie. Le 18 août 1390, il accorde des privilèges aux commerçants poméraniens et une charte aux villes. À la suite des tensions entre la Pologne et l’Ordre, la route commerciale Oder-Szczecin se développe aux dépens de la route Vistule-Gdańsk. 
En 1390, Warcisław VII, Bogusław VIII et Barnim V sont les premiers ducs poméraniens à se rapprocher du camp polonais. Le 10 septembre 1395, Swietobor et Boguslaw VII s’allient avec la Pologne malgré l’accord signé avec les Teutoniques en 1388. Barnim V s’allie avec la Pologne en 1401, Bogusław VIII en 1403.
Après la mort de Boguslaw VII en 1404, Swietobor gouverne seul le duché de Szczecin. Boguslaw VII ne laisse aucun héritier.